# Durusu
Durusu ou Terco, também conhecido como Derco (em grego: Δέρκος; romaniz.: Dérkos), Delca (em grego: Δέλκη; romaniz.: Délke), Delco (em grego: Δέλκος; romaniz.: Délkos) e Dercos (em grego: Δέρκοι; romaniz.: Dérkoi), é uma vila turca situada no distrito de Çatalca, na província de Istambul. Localiza-se próximo do homônimo lago de Durusu e da barragem de Terco.

## História
A vila é atestada desde a Antiguidade Clássica como Derco/Delco/Dercos, mas o imperador bizantino Anastácio I Dicoro (r. 491–518) elevou-a ao estatuto de cidade e reconstruiu-a como uma fortaleza para a defesa de Constantinopla. Foi também provavelmente por esta época que criou-se uma sé episcopal centrada nessa localidade. Na primeira metade do século VI, Derco foi conhecida como uma fortaleza dos monofisistas. Após a captura de Constantinopla pela Quarta Cruzada e a partilha do Império Bizantino entre so líderes cruzados, Derco tornou-se parte do novo Império Latino até 1247, quando o imperador niceno João III Ducas Vatatzes (r. 1222–1254) capturou-a. 
Derco serviu como base de Andrônico IV Paleólogo em sua tentativa fracassada de usurpação em 1373 contra seu pai João V (r. 1341–1376, 1379–1391). Pelos anos 1420, Derco foi uma das poucas cidades ainda mantidas pelos bizantinos ao longo da morte do mar Negro. Como tal, forçou o apanágio do futuro Constantino XI (r. 1449–1453) em 1421, quando seu pai Manuel II (r. 1391–1425) assinou várias porções do império para seus filhos. A cidade foi tomada pelos otomanos durante seus preparativos para seu cerco final de Constantinopla, no começo de 1453 ou talvez mesmo em 1452.
Os fossos e terraplenagens erigidos pelos otomanos durante sua operação estavam ainda alegadamente visíveis nos anos 1660, quando o viajante Evliya Celebi visitou a cidade. No final do século XIX, a cidade tinha uma população cristã de 400 indivíduos, muitos dos quais eram búlgaros. A igreja dedicada a São Jorge ainda existia no começo do século XX, mas hoje poucos restos antigos e bizantinos são visíveis; algumas inscrições do período romano estão situadas no Museu Arqueológico de Istambul. A fortaleza medieval ainda existe num estado parcialmente bem-preservado, cerca de 1 quilômetro a oeste do assentamento, próximo do lago, embora vastas porções foram derrubadas no final do século XX para fornecer material de construção.